# サラワク国有鉄道
サラワク国有鉄道（英語名Sarawak Government Railway）は、マレーシアのサラワク州で、かつてのサラワク王国時代にクチンで運行されていた鉄道。

## 沿革
クチン中心部からクチン南部に向けて延長27マイルの鉄道が計画された。13マイルまで開業したが、1931年に三代国王ヴァイナー・ブルックから廃止の命が出され、1933年に運行が停止された。その際の損失は1,063,760ドルであった。その後も撤去はされず、第2次世界大戦で日本軍が占領したとき、10マイルにあった採石場からの砂利輸送に使用された。

## 車両

### 機関車
開業前に工事用の蒸気機関車1台、開業用に3台の蒸気機関車が準備された。
- - 工事用
    - W・G・バグナル 1756号機 IDIOT号

  - 営業用
    - Peckett 1284号機 JEAN号 - 1912年製造
    - Peckett 1362号機 BULAN号(月) - 1914年製造
    - Peckett 1363号機 BINTANG号(星) - 1914年製造

### 客車
ビルマの中古車両（1等車・2等車ともに木製座席）が使用された。

### 貨車
マレー連合州鉄道(Federated Malay States Railway)の中古車両が使用された。

## 事故
1920年6月8日11時30分ごろ、クチンセントラル駅構外で上り旅客列車と下り砂利輸送列車が正面衝突した。砂利輸送列車の車掌は振り落とされ、絡み合った2台の機関車を引き離すのが困難を極めた。

## 歴史
- 1904年12月 - 工事用機関車発注
- 1911年 - 敷設工事開始
- 1915年2月1日 - 3rd mileまで開業
- 1915年8月18日 - 7th mileまで延伸開業
- 1916年4月9日 - 10th mileまで延伸開業
- 1920年6月8日 - クチンセントラル駅構外で衝突事故
- 1925年 - 13th mileまで延伸開業
- 1927年 - 27th mileまで測量実施
- 1931年1月 - サラワク国三代国王ヴァイナー・ブルックが運行の停止を命令。
- 1933年3月31日 - 運行停止
- 1947年 - 廃止
- 1959年 - 撤去されたスクラップレールがシンガポールで売却される。